# Liste der Einträge im National Register of Historic Places im Mineral County (West Virginia)
Diese Liste der Einträge im National Register of Historic Places im Mineral County (West Virginia) enthält alle im Mineral County, West Virginia in das National Register of Historic Places eingetragenen Gebäude, Bauwerke, Objekte, Stätten oder historischen Distrikte.
Diese Liste entspricht dem Bearbeitungsstand des National Park Service/National Register of Historic Places vom 27. September 2024.

## Legende
| NRHP | Historic Place             |
| HD   | National Historic District |

## Aktuelle Einträge
| [ 2 ] | Name                         | Bild                         | Eintragsdatum                 | Lage | Ort        | Beschreibung |
| ----- | ---------------------------- | ---------------------------- | ----------------------------- | --- | ---------- | ------------ |
| 1     | Burlington Historic District | Burlington Historic District | 7. Dez. 1992 ID-Nr. 92001660  | County Route 11 südlich der Straßenkreuzung mit der U.S. Route 50 und der U.S. Route 220 39° 20′ 9″ N, 78° 55′ 6″ W      | Burlington |              |
| 2     | Carskadon House              | Carskadon House              | 20. März 1987 ID-Nr. 87000487 | Route 1, Box 93A, Beaver Run Rd. 39° 23′ 22″ N, 78° 51′ 1″ W                                                             | Burlington |              |
| 3     | Thomas R. Carskadon House    | Thomas R. Carskadon House    | 22. Aug. 2002 ID-Nr. 02000900 | Carskadon Rd. 39° 25′ 53″ N, 78° 59′ 15″ W                                                                               | Keyser     |              |
| 4     | Henry Gassaway Davis House   | Henry Gassaway Davis House   | 17. Dez. 2008 ID-Nr. 08001239 | 15–17 Jones St. 39° 28′ 55,2″ N, 79° 2′ 56,4″ W                                                                          | Piedmont   |              |
| 5     | Fairview                     |                              | 7. Dez. 1992 ID-Nr. 92001631  | Straßenkreuzung von Patterson Creek Drive und Russelldale Rd. 39° 17′ 59″ N, 78° 56′ 11″ W                               | Burlington |              |
| 6     | Fort Ashby                   | Fort Ashby                   | 18. Dez. 1970 ID-Nr. 70000657 | South Street 39° 30′ 19″ N, 78° 45′ 57″ W                                                                                | Fort Ashby |              |
| 7     | Fort Hill                    | Fort Hill                    | 9. Jan. 1997 ID-Nr. 96001569  | Patterson Creek Rd. südlich der Straßenkreuzung mit der U.S. Route 50 und der U.S. Route 220 39° 18′ 37″ N, 78° 56′ 8″ W | Burlington |              |
| 8     | Mineral County Courthouse    | Mineral County Courthouse    | 7. Sep. 2005 ID-Nr. 05001005  | 150 Armstrong St. 39° 26′ 24″ N, 78° 58′ 24″ W                                                                           | Keyser     |              |
| 9     | Stewart's Tavern             | Stewart's Tavern             | 14. Juli 2000 ID-Nr. 00000776 | Short Gap Road 39° 32′ 38″ N, 78° 48′ 44″ W                                                                              | Short Gap  |              |
| 10    | Travelers Rest               | Travelers Rest               | 26. Juli 2006 ID-Nr. 06000655 | östlich von Ridgeville an der U.S. Route 50 in West Virginia 39° 20′ 25″ N, 78° 58′ 36,9″ W                              | Burlington |              |
| 11    | Vandiver-Trout-Clause House  | Vandiver-Trout-Clause House  | 29. Mai 1979 ID-Nr. 79002592  | U.S. Route 50 in West Virginia und U.S. Route 220 39° 20′ 59″ N, 78° 59′ 33″ W                                           | Ridgeville |              |